# Alexandru Iacob
Alexandru Iacob (n. 14 aprilie 1989, Hunedoara, Hunedoara, România) este un fotbalist român liber de contract, care joacă pe post de fundaș sau mijlocaș defensiv. Pe plan internațional, are prezențe la națională pentru România Sub-17 și România Sub-19.